# MTN Qhubeka/Saison 2015
Dieser Artikel listet Erfolge und Fahrer des Radsportteams MTN Qhubeka in der Saison 2015 auf.

## Saison 2015

### Erfolge in der UCI WorldTour
| Datum      | Rennen                     | Sieger            |
| ---------- | -------------------------- | ----------------- |
| 18. Juli   | 14. Etappe Tour de France  | Steve Cummings    |
| 31. August | 10. Etappe Vuelta a España | Kristian Sbaragli |

### Erfolge in der UCI Africa Tour
| Datum      | Rennen                                             | Kat. | Sieger                     |
| ---------- | -------------------------------------------------- | ---- | -------------------------- |
| 7. Februar | Südafrikanische Meisterschaft – Straßenrennen      | CN   | Jacques Janse van Rensburg |
| 26. Juni   | Eritreische Meisterschaft – Einzelzeitfahren       | CN   | Daniel Teklehaimanot       |
| 26. Juni   | Eritreische Meisterschaft – Einzelzeitfahren (U23) | CN   | Merhawi Kudus              |
| 28. Juni   | Eritreische Meisterschaft – Straßenrennen          | CN   | Natnael Berhane            |

### Erfolge in der UCI Asia Tour
| Datum       | Rennen                         | Kat. | Fahrer          |
| ----------- | ------------------------------ | ---- | --------------- |
| 14. März    | 7. Etappe Tour de Langkawi     | 2.HC | Youcef Reguigui |
| 8.–15. März | Gesamtwertung Tour de Langkawi | 2.HC | Youcef Reguigui |

### Erfolge in der UCI Europe Tour
| Datum            | Rennen                                       | Kat. | Fahrer               |
| ---------------- | -------------------------------------------- | ---- | -------------------- |
| 30. Januar       | Trofeo Andratx-Mirador d´Es Colomar          | 1.1  | Stephen Cummings     |
| 29. März         | 4. Etappe Settimana Internazionale           | 2.1  | Louis Meintjes       |
| 26.–28. März     | Gesamtwertung Settimana Internazionale       | 2.1  | Louis Meintjes       |
| 31. Mai          | 4. Etappe Tour des Fjords                    | 2.1  | Edvald Boasson Hagen |
| 21. Juni         | 4. Etappe Ster ZLM Toer                      | 2.1  | Matthew Brammeier    |
| 25. Juni         | Norwegische Meisterschaft – Einzelzeitfahren | CN   | Edvald Boasson Hagen |
| 28. Juni         | Norwegische Meisterschaft – Straßenrennen    | CN   | Edvald Boasson Hagen |
| 9. Juli          | 5. Etappe Österreich-Rundfahrt               | 2.HC | Johann van Zyl       |
| 5. August        | 2. Etappe Dänemark-Rundfahrt                 | 2.HC | Edvald Boasson Hagen |
| 6.–13. September | Gesamtwertung Tour of Britain                | 2.HC | Edvald Boasson Hagen |

### Zugänge – Abgänge
| Zugänge                     | Team 2014                    | Abgänge             | Team 2015               |
| --------------------------- | ---------------------------- | ------------------- | ----------------------- |
| Theo Bos                    | Belkin-Pro Cycling Team      | Tsgabu Grmay        | Lampre-Merida           |
| Stephen Cummings            | BMC Racing Team              | Sergio Pardilla     | Caja Rural-Seguros RGA  |
| Tyler Farrar                | Garmin Sharp                 | Linus Gerdemann     | Cult Energy Pro Cycling |
| Serge Pauwels               | Omega Pharma-Quick Step      | Martin Reimer       | LKT Team Brandenburg    |
| Matthew Goss                | Orica GreenEdge              | Ignatas Konovalovas | Marseille 13 KTM        |
| Natnael Berhane             | Team Europcar                | Bradley Potgieter   | Team Europcar SA        |
| Reinardt Janse van Rensburg | Team Giant-Shimano           | Ferekalsi Debessay  | Unbekannt               |
| Edvald Boasson Hagen        | Team Sky                     | Dennis van Niekerk  | Unbekannt               |
| Matthew Brammeier           | Synergy Baku Cycling Project | Meron Russom        | Unbekannt               |
|                             |                              | Jani Tewelde        | Unbekannt               |
|                             |                              | Martin Wesemann     | Unbekannt               |

### Mannschaft
| Name                        | Geburtstag         | Nationalität           |              |
| --------------------------- | ------------------ | ---------------------- | ------------ |
| Natnael Berhane             | 5. Januar 1991     | Eritrea                |              |
| Edvald Boasson Hagen        | 17. Mai 1987       | Norwegen               |              |
| Theo Bos                    | 22. August 1983    | Niederlande            |              |
| Matthew Brammeier           | 7. Juni 1985       | Irland                 |              |
| Gerald Ciolek               | 19. September 1986 | Deutschland            |              |
| Stephen Cummings            | 19. März 1981      | Vereinigtes Königreich |              |
| Nick Dougall                | 21. November 1992  | Südafrika              |              |
| Tyler Farrar                | 2. Juni 1984       | Vereinigte Staaten     |              |
| Matthew Goss                | 5. November 1986   | Australien             |              |
| Jacques Janse van Rensburg  | 6. September 1987  | Südafrika              |              |
| Reinardt Janse van Rensburg | 3. Februar 1989    | Südafrika              |              |
| Songezo Jim                 | 17. September 1990 | Südafrika              |              |
| Merhawi Kudus               | 23. Januar 1994    | Eritrea                |              |
| Louis Meintjes              | 21. Februar 1992   | Südafrika              |              |
| Adrien Niyonshuti           | 2. Februar 1987    | Ruanda                 |              |
| Serge Pauwels               | 21. November 1983  | Belgien                |              |
| Youcef Reguigui             | 9. Januar 1990     | Algerien               |              |
| Kristian Sbaragli           | 8. Mai 1990        | Italien                |              |
| Andreas Stauff              | 22. Januar 1987    | Deutschland            |              |
| Daniel Teklehaimanot        | 10. November 1988  | Eritrea                |              |
| Jay Robert Thomson          | 12. April 1986     | Südafrika              |              |
| Jacobus Venter              | 13. Februar 1987   | Südafrika              |              |
| Johann van Zyl              | 2. Februar 1991    | Südafrika              |              |
| Stagiaires                  | Stagiaires         | Nationalität           | Nationalität |
| Jayde Julius                | Jayde Julius       | Südafrika              |              |